# بيدرو نافارو
بيدرو نافارو (بالإسبانية: Pedro Navarro)‏ (ولد في غارد، مملكة نافار في 1460 - توفي في نابولي، 28 أغسطس 1528)، كونت أوف أوليفيتو، بحار إسباني ومهندس عسكري. وهو أحد العناصر الفاعلة في صراعات البحر الأبيض المتوسط في بداية عصر النهضة، عمل لحسابه الخاص، ثم في خدمة ملك إسبانيا وبعدها ملك فرنسا. ومن المعروف أنه قدم مساهمة كبيرة في تحسين تكنولوجيا الألغام الأرضية.
لا يعرف سوى القليل عن شباب بيدرو نافارو. ومن المعروف أنه هو ابن هيدالغو إسباني يدعى بيدرو ديل رونكال.

## مرتزقة وقرصان
يعمل نيابة عن التجار Genoese وجند كمرتزقة في القوات الفلورنسية في حرب ضد جنوة من أجل النزاعات الإقليمية. تحت قيادة الجنرال بييرو دل مونتي شارك في الهجوم على حصن سارزانيللو في عام 1487)، في سارزانا (لا سبيتسيا)، والذي استخدم لأول مرة تقنية الألغام الأرضية. كان الأسلوب هو أن يحاصر الجيش المحاصر الأنفاق إلى أسس الجدران، ويملأها بالمسحوق ويسحق الجدران بالانفجار. تجدر الإشارة إلى أن هذه المحاولة الأولى غير ناجحة.
بعد الحرب، غادر إلى نابولي وأصبح مرتبطا مع فلسينكي نبيل، أنطونيو Centelles ، ماركيز دي Crotone والقراصنة. من كروتوني، يهاجمون السفن والموانئ في الساحل اليوناني وشمال أفريقيا. ثم تباع البضائع المسروقة والعبيد في إيطاليا.
في عام 1495، خلال الحرب الأولى لإيطاليا، قام المتحاربون بتجنيد القراصنة، وتم العثور على Centelles و Navarro إلى جانب الفرنسيين. بعد الحرب، يستأنفون نشاطهم للقراصنة لدرجة أن جمهورية البندقية تقرر إنهاء معاهم، دون جدوى.
بعد فترة وجيزة، يتم القبض على Centelles من قبل العثمانيين وأعدم في إسطنبول. تعود ممتلكاته إلى أرملته التي تجعلها متاحة لـ Navarro لمواصلة نشاط القراصنة.
ضابط ومهندس عسكري في جران كابيتان
بعد الشفاء من الجروح الناجمة عن غرق السفينة في عام 1499، انضم مع سفينته قوات غونزالفي من قرطبة، قال غران كابيتان، أرسل إلى قهر كيفالونيا (1500). ومن عجيب المفارقات هنا أن جمهورية البندقية قد باعتها وطلبت مساعدة الملوك الكاثوليك لاستئناف أراضيها التي غزاها العثمانيون. الهدف في سيفالونيا هو الاستيلاء على حصن سانت جورج، المدافعة من قبل الانكشارية تحت قيادة قائد ألباني يدعى جسدار. استخدم بيدرو نافارو مرة أخرى مناجمه لقطع الجدران. إنه يعرف نجاحًا مختلطًا ولكنه تمكن من فتح الانتهاكات التي تسمح بالاعتداء. وفقا للقصص، يأخذ أخذ القلعة بين أربعين يوما وعدة أشهر.

## مملكة نابولي
عين قائد، واستمر تحت قيادة غران كابيتان خلال الحملة الثانية لنابولي وشارك في تحديث المشاة، العنصر الرئيسي للجيش الجديد لهذا الجنرال.
وفقا لشروط معاهدة غرناطة، هبطت القوات الإسبانية في يوليو 1501 في تروبيا للاستيلاء على كالابريا وأبوليا وإزالة المقاومة المحلية. وقد لعب نافارو دوراً نشطاً في هذه العمليات، وفي فبراير 1502 هزّ سرباً فرنسياً كان يحاول أن يقدم، في انتهاك للمعاهدة، المحاصر من تارانتو.
عندما بدأت الأعمال العدائية صراحة بعد انتهاكات المعاهدة، نافارو مسؤولة عن صد الموجة الأولى من الجيش التي أرسلها لويس الثاني عشر. ويدفع مع 500 رجل فقط، وثلاثة اعتداءات على كانوسا في بوليا، في أغسطس 1502. والتفاوض في نهاية المطاف استسلامه مع روبرت ستيوارت من في Aubigny لإجلاء الناجين لكنها فشلت في هدفها لزيادة الخسائر للعدو ولكن يخدم مهمة لتأخير ذلك بحيث ينظم غران كابيتان الدفاع عن بارليتا.
ثم يشارك، كقائد للمشاة والمدفعية، بهزيمة سيرينولا الفرنسية في 28 أبريل 1503).
عند اطلاق النار من كاسل نوفو في ديسمبر 1503 ويونيو، واحدة من آخر معاقل الفرنسية في عاصمة المملكة، مناجمها العاملة في النهاية إلى ارتياحه: تحت غطاء من المدفعية والمهندسين يمكن أن تعمل عند سفح جدار ومكان مسحوق من الحفريات التي أجريت لهذا الغرض (بما في ذلك واحد تحت برميل البارود على وجه التحديد الفرنسية) ثم إغلاق الثقوب تماما. ثم يقوم جران كابيتان بنشر قواته لمحاكاة الاعتداء، مما تسبب في تدفق المدافعين على الجدران. وقد أدى الانفجار إلى قطع جزء من الجدار، مما دفع ركابها إلى السقوط، ثم دخلت القوات إلى القلعة التي تستسلم.
وجه، عندئذ، غونزالو دي كوردوبا الجزء الأكبر من قواته إلى جيتا لطرد جميع الفرنسيين من المملكة، وعهد إلى نافارو بأخذ الحصن المدينة، قلعة dell'Ovo المهمة التي نفذها بنجاح بفضل استعماله نفس الأسلوب التي قبلها.

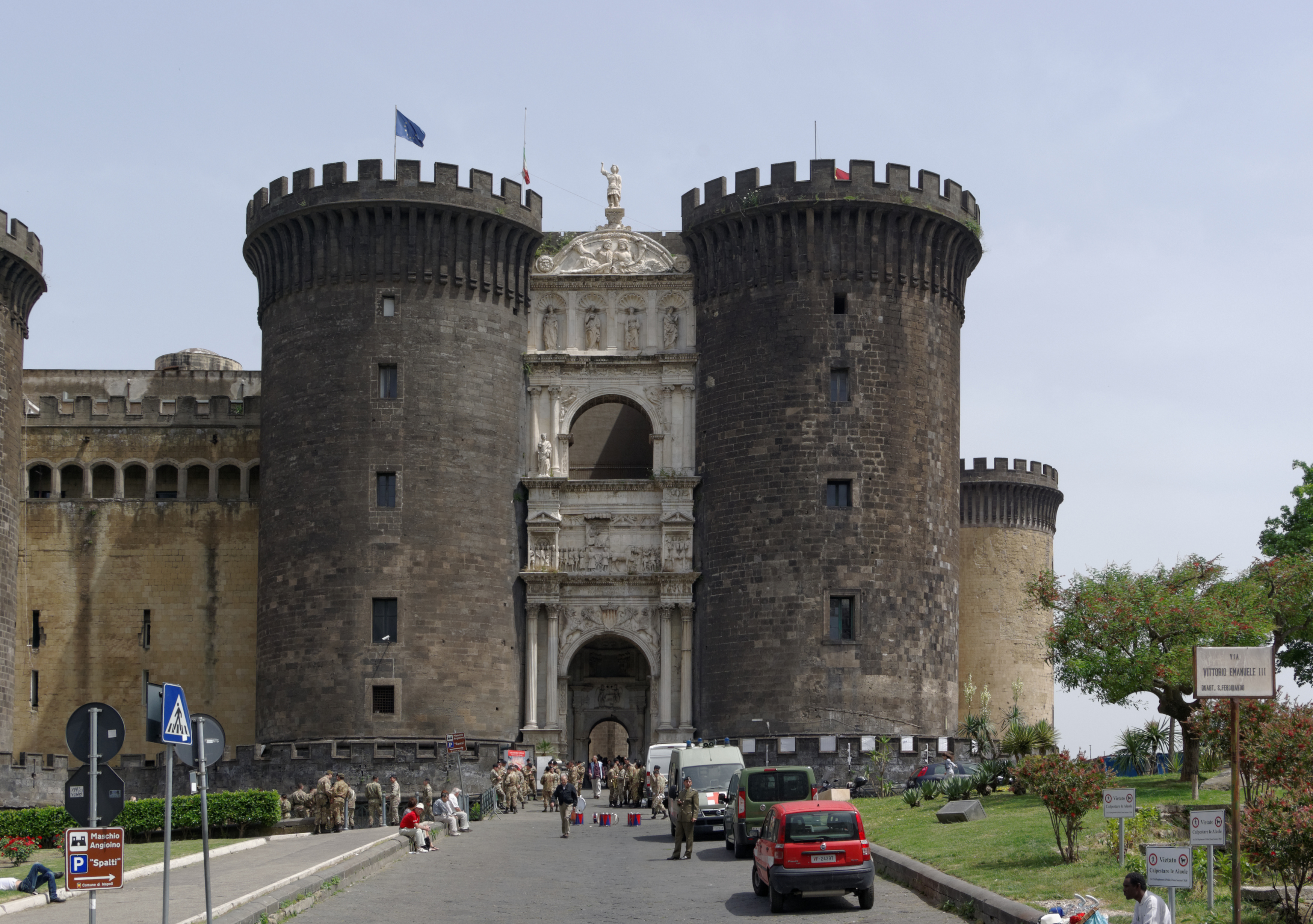
القلعة الجديدة في (نابولي)

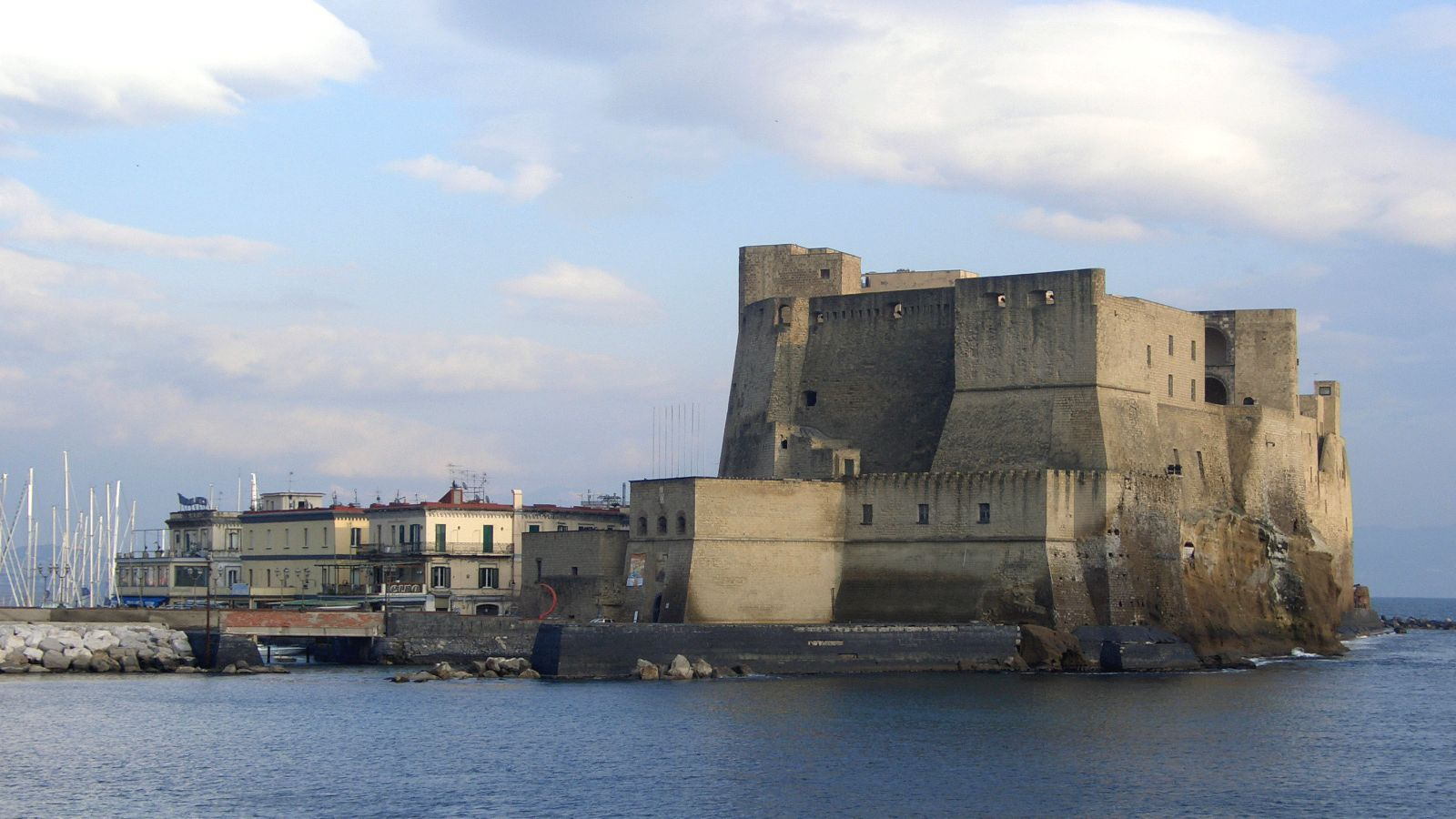
حصن dell'Ovo في (نابولي)

تعلم دخول فرنسا إلى إيطاليا جيشًا فرنسيًا جديدًا، أجل جران كابيتان إلقاء القبض على جايتا لوقت لاحق وذهب لمقابلته على ضفة جارّيليانو. خلال هذه المواجهة طويلة، في الفترة من منتصف أكتوبر إلى الهجوم النهائي الاسباني من 28 ديسمبر 1503، نافارو هو رئيس المشاة وخبراء المتفجرات واطلاق النار على الجسر لقطع الفرنسية. يستمر في المشاركة بنشاط في العمليات العسكرية حتى التهدئة الكاملة للمملكة.
بموجب معاهدة ليون، في عام 1504، اعترف لويس الثاني عشر بسيادة فرديناند الكاثوليكي على مملكة نابولي. يتم تعيين Gonzalve من كوردوفا نائب الملك ويوزع الألقاب والعقارات لضباطه الأكثر جدارة. نافارو يحصل على المدينة ومقاطعة أوليفيتو.
عندما ولدت الخلافات بين فرديناند ونائب الملك، تم إرسال نافارو إلى إسبانيا من قبل الأخير لمحاولة، دون نجاح، مصالحة. في سبتمبر 1506، والتحركات الملك شخصيا في نابولي، خلع غونزالو دي كوردوبا والنقباء له ويزيل لهم معاقلهم، مع استثناء ملحوظ من نافارو. وعاد الأخير، الذي عين أدميرال أسطول نابولي، إلى إسبانيا مع صاحب السيادة وغران كابيتان في 4 يونيو 1507.

## الحملات الأفريقية
في 1508 ، كلف الملك نافارو بالمهمة الهامة لمكافحة القرصنة البربرية، التي أصبحت مشكلة خطيرة للتجارة البحرية. نافارو على رأس الأسطول يقوم بأسر عدد من سفن القراصنة.
في 23 يوليو، وصل إلى صخرة جزيرة قميرة، على بعد أميال قليلة من المدينة الساحلية التي تحمل الاسم نفسه. كلا المكانين مخابئ هامة للقراصنة. نظم نافارو أسطوله على نطاق الجزيرة، وأخذ جميع ساكنيها يلوذون إلى داخل المدينة. وبمجرد احتلال الصخرة، قام نافارو بتثبيت المدفعية ودمرت المدينة بأكملها وميناءها. بالنظر إلى الصخرة كنقطة إستراتيجية، فقد قام بتحصّنها وترك حامية من 32 رجلًا تحت قيادة الحاكم خوان دي فيلالوبوس.
بعد ذلك بوقت قصير، أنقذ المفرزة البرتغالية القابعة في مدينة أصيلة، من هجوم ملك فاس، واجبر هذا الأخير على الانسحاب بعد قصفهم من السفن.

### وهران
في إسبانيا، اقنع الكاردينال سيسنروس الملك فرديناند بفرصة القيام بعمليات توغل عسكرية في شمال أفريقيا، وحتى انه عرض تمويلها من ماله الخاص. والسيّد الذي يحمل لقب قائد البعثة الجنرال سيسنيروس هو المسؤول عن العمليات الميدانية. نافارو يقبل على مضض بتعيين سيسنيروس.
القوات إعادة تجميع في قرطاجنة: 90 زورقا (80 سفينة نقل و 10 سفن) و 22000 جندي. التوترات بين الكاردينال ونافارو تظهر بسرعة. تتعلق المعارضة الأولى بالغنائم التي تم الحصول عليها من أسر العديد من سفن القراصنة، قبل المغادرة، والتي تشاركها Navarro بين المشاركين في المعركة بدلاً من تخصيص نصف لتمويل الرحلة كما تم الاتفاق عليه.
أبحر الأسطول في 16 أيار / مايو 1509 ووصل في اليوم التالي إلى مير القبير، رأس جسر (تحت سيطرة أسبانيا منذ عام 1505) من حيث أُعطي الرحيل، بعد يومين، لغزو الهدف الأول، وهران، بالقرب من المدينة الساحلية التي يبلغ عدد سكانها 10000 نسمة، محصنة ومسلحة بشكل جيد.
ويعرب سيسنيروس عن عزمه على السير على رأس الجيش ولكن نافارو يقنعه بالبقاء في سجن المير الكبير ويخطط لهجوم براً وبحراً، بينما يقصف الأسطول الجدران والقوات البرية التي تملكها نافارو. مقسمة إلى 4 جُثث، واجه العدو خارج المدينة. تجبر المدفعية الإسبانية وسلاح الفرسان المدافعين على التراجع إلى المدينة. يتم وضع الحصار أمام وهران ويبدأ الهجوم، مع سلالم، تحت غطاء المدفعية ومساعدة من الألغام. المهاجمين بسهولة دخول المدينة ونهبها.
ويعاني الأسبان من خسائر طفيفة، حوالي 300 رجل، في حين يقدر عدد القتلى بين المدافعين بحوالي 4000 إلى 5000. ويقوم المهاجمون بتسليم غنائم تقدر بـ 500,000 كرونة نقديه في السلع والبضائع والعبيد والرهائن. Navarro يأخذ المدينة باسم الملك. وبالتالي فإن المكان يمر في يد التاج الإسباني ولم يعد تحت سلطة سيسنيروس، الذي يجب أن يعود إلى إسبانيا.
بجاية وطرابلس

### بجاية
على الرغم من تبادل الاتهامات من سيسنيروس، أكد الملك نافارو على رأس البعثة الأفريقية وحتى زوده بتعزيزات لملاحقته. Navarro تأخذ مكانها الشتوي في فورمينتيرا ثم تذهب إلى مدينة بجاية الغنية.
وصل إلى هناك في 5 يناير 1510 مع 5,000 رجل وهاجم الفجر التالي. يمكن للنجم المحلي عبد الرحمن أن يعارضه بعشرة آلاف جندي، يطلقهم فوراً على الأسبان أثناء نزولهم، في نفس الوقت الذي يقصفهم فيه من المدينة. ومع ذلك، صُدم الهجوم، ولا سيما بفضل المدفعية البحرية. الهجوم الاسباني يبدأ على الفور، مع قصف البحر والارض. معظم المعارك تدور في المدينة، التي تذهب أخيراً إلى منتصف النهار مع رحلة عبد الرحمان وحاشيته، فضلاً عن موت العديد من السكان.
ثم استفاد نافارو من الخلافات بين عبد الرحمن، الذي هو في الواقع مغتصب، وابن أخيه، الملك الشاب مولع عبد الله. وهذا الأخير يرشده إلى الجبل الذي لجأ إليه الهاربون. يهاجمهم نافارو في الليل مع 500 جندي. تمكن عبد الرحمن من الفرار مرة أخرى لكنه خسر 300 من رجاله. يتم أخذ 600 من جنوده أسرى، وكذلك زوجته الأولى وابنته وشخصيات المدينة. إن الكنوز التي تخلى عنها في رحلته تضيف إلى غنائم المهاجمين، الذين يجب أن يستنكروا خسارة واحدة فقط في رحلة الجبل.
إن شهرة نافارو وقصة مآثره العسكرية تحرض ملوك مدن دول الجزائر وتونس وتلمسان على تكريم ملك إسبانيا والإفراج عن جميع السجناء المسيحيين.
وبمجرد السيطرة على المنطقة، تعيد Navarro تجميع الأسطول بالقرب من جزيرة فافينانا الصقلية وتشرع مع 14000 رجل في اتجاه طرابلس، حيث يتوقع عدد مماثل من المدافعين، تحميهم معاقلهم وأسوارها السميكة، ذلك.
المعركة تجري في 25 يوليو بمجرد سقوط القوات. تبدأ بمبارزة من المدفعية ويتم اقتحام الجدران بنجاح. سيستمرّ استمرار المعركة من منزل نضال مرهق بالمنزل، والذي يمتد حتى وقت متأخر من الليل. وقد أدى النصر الإسباني إلى وفاة ما بين 200 و 300 شخص بينما قضى حوالي 5000 جندي في الدفاع عن المدينة، حيث كان عدد السجناء في طريقهم إلى العبودية. الغنيمة مرة أخرى ضخمة، ويأتي الكثير منها من قوارب راسية في الميناء، بما في ذلك خمس سفن إغاثة أرسلت (متأخرة) من جانب السلطان التركي، وكذلك قوارب تركية وألبانية وفينيقية وجينوية، وصلت ل لتفريغ في طرابلس في جهل الأحداث.

## فشل جربة وكركنة
في أعقاب هذه الانتصارات، أبلغ نافارو الملك بطموحه في الاستمرار على رأس الشركة من أجل الفتوحات الجديدة. حالته طبقة النبلاء لعبت ضده ويحل محله غارسيا دي توليدو، والشباب والخبرة الابن البكر لدوق ألبا فادريك الفاريز دي توليدو، عين الحاكم الكابتن العام لأفريقيا، ومقرها في بجاية.
في أوائل أغسطس، تحت قيادة جارسيا توليدو، أسطولا من 15 carracks كبيرة وعلى متنها 7000 الرجال على متن الطائرة، تستعد للإبحار إلى أفريقيا من ملقة. وباء الطاعون في شمال أفريقيا يؤخر رحيلهم. في هذه الأثناء، يدرس نافارو إمكانية مهاجمة جزيرة جربة، المعروفة بأنها مخبأ بربري ، تواجه الساحل الغربي لتونس. وتنظم رحلة استكشافية من الاعتراف طرابلس مع 8 ألواح الطباعة وفوستي وتحاول عبثا إقناع القادة الرئيسيين للجزيرة لتكريم الملك لتجنب المواجهة. قرر أن ينتظر التعزيزات لإطلاق الغزو.
غارسيا توليدو ينتهي مغادرة ملقة، ويأخذ حيازة بجاية، فإنه يترك 3000 من رجاله وانضم نافارو في طرابلس 23 أغسطس 1510 أن يعد الشحن. في 29 أغسطس ، وصل 8000 جندي إلى الجزيرة وينقسمون إلى سبعة أسراب. قرر غارسيا دي توليدو أن يسير على رأس أول سرب ، مع مئة من النبلاء القشتاليين الشباب.
الهدف هو مهاجمة قلعة حيث يتم تثبيت القراصنة. تذهب القوات هناك وتقطع منطقة رملية تحت حرارة شديدة. الضباط ، مقتنعين بأن النصر سيكون سهلاً وسهلاً ، لم يفكر في جلب الماء والطعام. الجنود ، الذين يطلقون النار على المدفعية ، هم ضحايا للعطش والحرارة والإرهاق والعديد من الإغماء. رؤية الغطاء النباتي ، يذهبون هناك واكتشاف بئر. في هذا الخبر ، فإن الرجال يهرعون ويكسرون أي تدريب. بضع مئات من الكمائن الهمجية تستغلها للهجوم على الأقدام وعلى ظهور الخيل وقتل جميع الذين لا يستطيعون الفرار. توفي نصف الإسبان ، حوالي 4000 رجل ، على الرمال ، بما في ذلك غارسيا دي توليدو والعديد من رفاقه. هرب الباقون إلى الساحل.
خارج بستان النخيل، والعدو هو أكثر عددا (ما يصل إلى 4000 رجل) ونافارو، بمساعدة بيدرو دي لوخان، يحاول إعادة تنظيم ساقة لمواجهتها أصدقاء هزيمة المجموع. ولحسن حظ الاسبان، الفرسان العدو والمشاة لا ملاحقتهم، في حين أن 3000 من الناجين إلى الانتظار طوال الليل على متن القوارب.
لتتويج الكارثة ، غرقت عاصفة قوية عدة سفن وتشتيت المراكب الشراعية. إن الكاراك الذي يجلب نافارو ينجرف نحو سواحل تركيا ويفشل في الانزلاق إلى قربها. يتم إنقاذ الطاقم بفضل خبرة نافارو كحار ، يميل بنجاح إلى إبحار القارب ويعود إلى طرابلس. وبمجرد إعادة تجميع المراكب الشراعية الثلاثين والناجين البالغ عددهم 5000 من أفراد البعثة ، يتم أخذ الأحياء الشتوية في لامبيدوزا.
على الرغم من هذه النكسات وقسوة الشتاء ، فإن نافارو لديها القوة للقيام بتوغل جديد في الأراضي الإسلامية. أهدافها هي جزر قرقنة ، غنية بالمياه العذبة والمراعي. يعتقد أنه يستطيع تزويد الجيش بالماء واللحوم. بعد عدة إخفاقات بسبب سوء الأحوال الجوية ، هبط في نهاية المطاف بقوات من 400 رجل تحت قيادة البندقية البندقية Girolamo Vianello. السكان ، اللاجئون في الطرف الآخر من الجزيرة ، يفاجئون الجنود بفضل خيانة ضابط غير ضابط وتذبح كل الإسبان. يجب على نافارو أن يتراجع مرة أخرى ويلجأ إلى كابري.

## العودة إلى إيطاليا
فشل جربة يجلب نافارو العديد من العداوات إلى المحكمة. ومع ذلك ، يستمر الملك في استخدامه ، وإن كان مرة أخرى تحت أوامر من النبل منه. يجب أن تجلب أسطولها في نابولي وإتاحة الوالي رامون دي كاردونا، النقيب العام للقوات دوري الكريم القتال ضد جيش ألفونسو الأول، دوق فيرارا، وأن ملك فرنسا لويس الثاني عشر.

### بولونياورافينا
ويغادر كاردونا ونافارو ، الأخير كقائد للمشاة ، نابولي في 2 نوفمبر 1511 بهدف إزاحة الفرنسية من مدينة بولونيا. الاستراتيجية المستخدمة هي سمة بيدرو نافارو: قصفت المدفعية المدينة المحاصرة في حين يحفر خبراء المتفجرات صالات العرض لتفجير الجدران. الجو البارد الرطب يمنع الألغام من العمل. يعزّز غاستون دي فويكس-نيمور ، القائد العام للجيوش الفرنسية في إيطاليا ، الدفاع عن المدينة برفقة 10,000 رجل إضافي وكاردونا ، مع الأخذ في الاعتبار مدينة بولونيا المستحيلة ، أوامر برفع الحصار.
اجتماع ثان بين كاردونا وفوا-نيمور يحدث في معركة رافينا، 11 أبريل، 1512. القائد الفرنسي يدرك قواته مناورة التغليف التي تتيح لها إطلاق المدفعية من مسافة قريبة على الفرسان الإسبانية الثقيلة ، مما تسبب في أضرار هائلة ، وتسبب قائده ، فابريزيو كولونا ، أن يأمر تهمة يائسة ضد الفروسية العدو. يتم سحب قوات كولونا ، مدعومة بسلاح الفرسان الخفيف من الماركيز دي بيسكارا ، من قبل سلاح الفرسان الفرنسي ، من ذوي الخبرة والتفوق على أرض مستوية. يحكم كاردونا المعركة المفقودة وهرب مع الحرس الخلفي.
يحتفظ المشاة الإسبانيون ، في خط المواجهة ، بموقفهم ويقاومون هجمات المشاة العدوّين ، وهي قنابل ملك فرنسا ، ثم قوات الدوق فيرارا. جمع فويز-نيمور قواته وشن هجومًا جديدًا ، لم يكن بالإمكان تأجيله ، الأمر الذي دفع نافارو إلى طلب الانسحاب. وقتل فويكس-نيمور في تهمة ضد الرجال الذين يحمون تراجع نافارو والجرحى هو أسير.
ويحاول كاردونا إلقاء اللوم على نافارا على نافارو ، الذي لم يأمر بالاعتداء من البداية. نافارو هو أحد سجناء دوق لويس الثاني في لونغفيل ، الذي يدعي أنه يحصل على فدية قدرها 20 ألف تاج ذهبي ويبقيه محبوسًا في قلعته. يحاول فرديناند الكاثوليكي دون جدوى الحصول على تحرره دون أن يدفع ، أولا بالقوة - يتم منعه من قبل حارس القلعة - ثم عن طريق الدبلوماسية ، في إطار الهدنات الموقعة مع فرنسا.

## في خدمة ملك فرنسا
يدرك فرانسوا الأول، خليفة لويس الثاني عشر، القيمة العسكرية لبيدرو نافارو، ويدفع الفدية ويقنعه بالدخول في خدمته ، برتبة «جنرال». وكان من السهل إقناع نافارو بأن ملك إسبانيا يرفض دفع فدية له، وهو من إقليم الباسك-نافاريس وليس قشتالي. فيعلم فرديناند الكاثوليكي بقراره ويعيد إقطاعه من أوليفيتو.
يبدأ نافارو بتجنيد عشرين شركة من جاسكونز ، الباسك ونافار لتوغل فرنسي جديد في إيطاليا. بفضل مساعدته ، خلال صيف عام 1515، عبر جيش كبير من أكثر من 40,000 رجل جبال الألب واتقان بسهولة نوفارا ، فيجيفانو وبافيا ، واستعدوا للسيطرة على ميلانو.
خلال معركة Marignan ، في سبتمبر 1515، تفرض قوات المشاة الفرنسية ، تحت قيادته ، نفسها على الجيش السويسري بفضل تشكيلاتها من arquebusiers و crossbowmen. في 4 أكتوبر ، على الرغم من الإصابة ، فجر جدران قلعة سفورزا في ميلانو ، حيث يقاوم الدوق ماكسيميليان.
بعد معركة بيكوكا، التي يشارك فيها إلى جانب Marshal Odet de Foix ، ينوي إحضار تعزيزات إلى جنوة. تقع المدينة في أيدي الإسبان ويتم القبض Navarro أسير. تم تحريره في عام 1526 بفضل معاهدة مدريد.

## وفاته
تم القبض عليه مرة أخرى عندما انسحب الفرنسيون من نابولي، عاد إلى كاستل نوفو. أمر شارل الخامس بأن يعامل على أنه خائن ومتمرد ويقطع رأسه. قرر حاكم القلعة تجنّب الحاق العار بالجندي القديم وامر ان يخنق في زنزانته في 28 أغسطس 1528.